# Стандартная библиотека языка C++
В языке программирования C++ термин Стандартная библиотека означает коллекцию классов и функций, написанных на базовом языке. Стандартная библиотека поддерживает несколько основных контейнеров, функций для работы с этими контейнерами, объектов-функции, основных типов строк и потоков (включая интерактивный и файловый ввод-вывод), поддержку некоторых языковых особенностей, и часто используемые функции для выполнения таких задач, как, например, нахождение квадратного корня числа. Стандартная библиотека языка C++ также включает в себя спецификации стандарта ISO C90 стандартной библиотеки языка Си. Функциональные особенности Стандартной библиотеки объявляются внутри пространства имён std.
Стандартная библиотека шаблонов (STL) — подмножество стандартной библиотеки C++. Содержит контейнеры, алгоритмы, итераторы, объекты-функции и т. д., хотя некоторые программисты используют термин «STL» вместе (или попеременно) с термином «Стандартная библиотека C++».
Заголовочные файлы стандартной библиотеки C++ не имеют расширения «.h».
Стандартная библиотека C++ содержит последние расширения C++ стандарта ANSI (включая библиотеку стандартных шаблонов и новую библиотеку iostream). Она представляет собой набор файлов заголовков. В новых файлах заголовков отсутствует расширение H.

## Реализации
| Название                                                      | Организация                            | Домашнаяя страница | Акроним    | Лицензия                                | Последний выпуск |
| ------------------------------------------------------------- | -------------------------------------- | ------------------ | ---------- | --------------------------------------- | ---------------- |
| Стандартная библиотека GNU                                    | GNU Project и Free Software Foundation |                    | libstdc++  | GPLv3                                   | 3 февраля 2016   |
| Стандартная библиотека LLVM                                   | LLVM Developer Group                   |                    | libc++     | Apache License 2.0 with LLVM Exceptions | Каждые 2 недели  |
| Стандартная библиотека NVIDIA                                 | Nvidia                                 |                    | libcu++    | Apache License 2.0 with LLVM Exceptions | 15 марта 2023    |
| Стандартная библиотека Microsoft                              | Microsoft                              |                    | MSVC STL   | Apache License 2.0 with LLVM Exceptions | Ежедневно        |
| Стандартная библиотека HPX для параллелизма и многопоточности | STELLAR Group                          |                    | HPX        | Boost Software License 1.0              | 6 августа 2022   |
| Electronic Arts STL                                           | Electronic Arts                        |                    | EASTL      | BSD 3-Clause License                    | 20 октября 2021  |
| Dinkum                                                        | Dinkumware                             |                    | Неизвестно | Коммерческая                            | Неизвестно       |
| Стандартная библиотека Cray                                   | Cray User Group                        |                    | Неизвестно | Коммерческая                            | Неизвестно       |

### Заброшенные

#### Стандартная библиотека Apache
Была разработана фирмой Rogue Wave Software, позже была передана Apache Software Foundation. Однако спустя 5 лет с момента выхода последней версии было решено закончить работу над проектом и переместить его в Apache Attic.

### Смотрите также
Следующие библиотеки реализуют значительную часть стандартной библиотеки C++:
| Название                  | Домашняя страница | Описание                                                         |
| ------------------------- | ----------------- | ---------------------------------------------------------------- |
| Abseil                    |                   | Коллекция библиотек, которая используется в проектах Google      |
| Folly                     |                   | Набор библиотек C++14 которые используются Facebook              |
| Bareflank Support Library |                   | Библиотека, в которой все возможно исполнить на этапе компиляции |

## Стандартные заголовочные файлы
Нижеперечисленные файлы содержат объявления Стандартной библиотеки.

### Контейнеры
<bitset>
Реализует специализированный класс контейнеров std::bitset — битовый массив.
<deque>Реализует шаблон класса контейнера std::deque — двусвязная очередь.
<list>Реализует шаблон класса контейнера std::list — двусвязный список.
<map>:Реализует шаблоны классов контейнеров std::map и std::multimap— Ассоциативный массив и мультиотображение.
<queue>Реализует класс адаптер-контейнера std::queue — односторонняя очередь.
<set>Реализует шаблоны классов контейнеров std::set и std::multiset — сортированные ассоциативные контейнеры или множества.
<stack>Реализует класс адаптер-контейнера std::stack — стек.
<vector>Реализует шаблон класса контейнеров std::vector — динамический массив.

### Общие
<algorithm>Реализует определения многих алгоритмов для работы с контейнерами.
<functional>Реализует несколько объект-функций, разработанных для работы со стандартными алгоритмами.
<iterator>Реализует классы и шаблоны для работы с итераторами.
<locale>Реализует классы и шаблоны для работы с локалями.
<memory>Реализует инструменты управления памятью в C++, включая шаблон класса std::auto_ptr.
<stdexcept>Содержит стандартную обработку ошибок классов, например, std::logic_error и std::runtime_error, причем оба происходят из std::exception.
<utility>Реализует шаблон класса std::pair для работы с парами (двучленными кортежами) объектов.

### Строковые
<string>Реализует стандартные строковые классы и шаблоны.
<regex>
Новое в C++11. Предоставляет утилиты для сопоставления строк с шаблоном с помощью регулярных выражений.

### Поточные и ввода-вывода
<fstream>Реализует инструменты для файлового ввода и вывода. Смотрите fstream.
<ios>Реализует несколько типов и функций, составляющих основу операций с iostreams.
<iostream>Реализует основы ввода и вывода языка C++. Смотрите iostream.
<iosfwd>Реализует предварительные объявления нескольких шаблонов классов, связанных с вводом-выводом.
<iomanip>Реализует инструменты для работы с форматированием вывода, например базу, используемую при форматировании целых и точных значений чисел с плавающей запятой.
<istream>Реализует шаблон класса std::istream и других необходимых классов для ввода.
<ostream>Реализует шаблон класса std::ostream и других необходимых классов для вывода.
<sstream>Реализует шаблон класса std::sstream и других необходимых классов для работы со строками.
<streambuf>

### Числовые
<complex>Реализует шаблон класса std::complex и связанные функции для работы с комплексными числами.
<numeric>Реализует алгоритмы для числовой обработки
<valarray>Реализует шаблон класса std::valarray — класс массивов, оптимизированный для числовой обработки.

### Языковая поддержка
<exception>Реализует несколько типов и функций, связанных с обработкой исключений, включая std::exception — базовый класс всех перехватов исключений в Стандартной Библиотеке.
<limits>реализует шаблон класса std::numeric_limits, используемый для описания свойств базовых числовых типов.
<new>Реализует операторы new и delete, а также другие функции и типы, составляющие основу управления памятью в C++.
<typeinfo>Реализует инструменты для работы с динамической идентификацией типа данных в C++.

### Стандартная Библиотека языка Си
Каждый заголовочный файл из стандартной библиотеки языка Си включен в стандартную библиотеку языка C++ под различными именами, созданными путём отсечения расширения .h и добавлением 'c' в начале, например, 'time.h' стал 'ctime'. Единственное различие между этими заголовочными файлами и традиционными заголовочными файлами стандартной библиотеки языка Си заключается в том, что функции должны быть помещены в пространство имен std:: (хотя некоторые компиляторы сами делают это). В стандарте ISO C функции стандартной библиотеки разрешены для реализации макросами, которые не разрешены в ISO C++.
- <cassert>
- <cctype>
- <cerrno>
- <cfloat>
- <climits>
- <cmath>
- <csetjmp>
- <csignal>
- <cstdlib>
- <cstddef>
- <cstdarg>
- <cstdio>
- <cstring>
- <ctime>
- <cwchar>
- <cwctype>